# أليكسي لوكاشيفيتش
أليكسي لوكاشيفيتش (بالأوكرانية: Лукашевич Олексій) مواليد 11 يناير 1977، هو لاعب قفز طويل أوكراني. شارك في دورة الألعاب الأولمبية. أفضل رقم شحصي له هو 8.27 متر.

## سجل المنافسة
| العام         | المسابقة                                    | المكان             | المركز        | ملاحظة        |
| يمثل أوكرانيا | يمثل أوكرانيا                               | يمثل أوكرانيا      | يمثل أوكرانيا | يمثل أوكرانيا |
| ------------- | ------------------------------------------- | ------------------ | ------------- | ------------- |
| 1996          | بطولة العالم للناشئين لألعاب القوى 1996     | سيدني              | 1             | 7.91 م        |
| 1997          | بطولة أوروبا لألعاب القوى تحت 23 سنة 1997   | توركو              | 3             | 8.09 م        |
| 1997          | الألعاب الجامعية الصيفية 1997               | قطانية             | 7             | 7.79 م        |
| 1998          | بطولة أوروبا لألعاب القوى داخل الصالات 1998 | بلنسية             | 1             | 8.06 م        |
| 1998          | بطولة أوروبا لألعاب القوى 1998              | بودابست            | 18            | 7.72 م        |
| 1999          | الألعاب الجامعية الصيفية 1999               | ميورقة (مدينة)     | 1             | 8.16 م        |
| 1999          | بطولة العالم لألعاب القوى 1999              | إشبيلية            | 22            | 7.77 م        |
| 2000          | بطولة أوروبا لألعاب القوى داخل الصالات 2000 | غنت                | 4             | 8.02 م        |
| 2000          | الألعاب الأولمبية الصيفية 2000              | سيدني              | 4             | 8.26 م        |
| 2001          | بطولة العالم لألعاب القوى 2001              | إدمونتون           | 6             | 8.10 م        |
| 2001          | ألعاب النوايا الحسنة 2001                   | بريزبان            | 6             | 7.87 م        |
| 2002          | بطولة أوروبا لألعاب القوى داخل الصالات 2002 | فيينا              | 4             | 8.11 م        |
| 2002          | بطولة أوروبا لألعاب القوى 2002              | ميونخ              | 1             | 8.08 م        |
| 2002          | كأس العالم لألعاب القوى 2002                | مدريد              | 7             | 7.83 م        |
| 2003          | بطولة العالم لألعاب القوى 2003              | باريس              | 17            | 7.85 م        |
| 2005          | بطولة أوروبا لألعاب القوى داخل الصالات 2005 | مدريد              | 14            | 7.81 م        |
| 2006          | بطولة أوروبا لألعاب القوى 2006              | غوتنبرغ            | 3             | 8.12 م        |
| 2007          | بطولة أوروبا لألعاب القوى داخل الصالات 2007 | برمنغهام (إنجلترا) | 13            | 7.64 م        |
| 2007          | بطولة العالم لألعاب القوى 2007              | أوساكا             | 4             | 8.25 م        |
| 2009          | بطولة العالم لألعاب القوى 2009              | برلين              | 24            | 7.87 م        |

## روابط خارجية
- أليكسي لوكاشيفيتش على موقع الاتحاد الدولي لألعاب القوى (الإنجليزية)
- أليكسي لوكاشيفيتش على موقع أوليمبيديا (الإنجليزية)